# Hugh Elliott

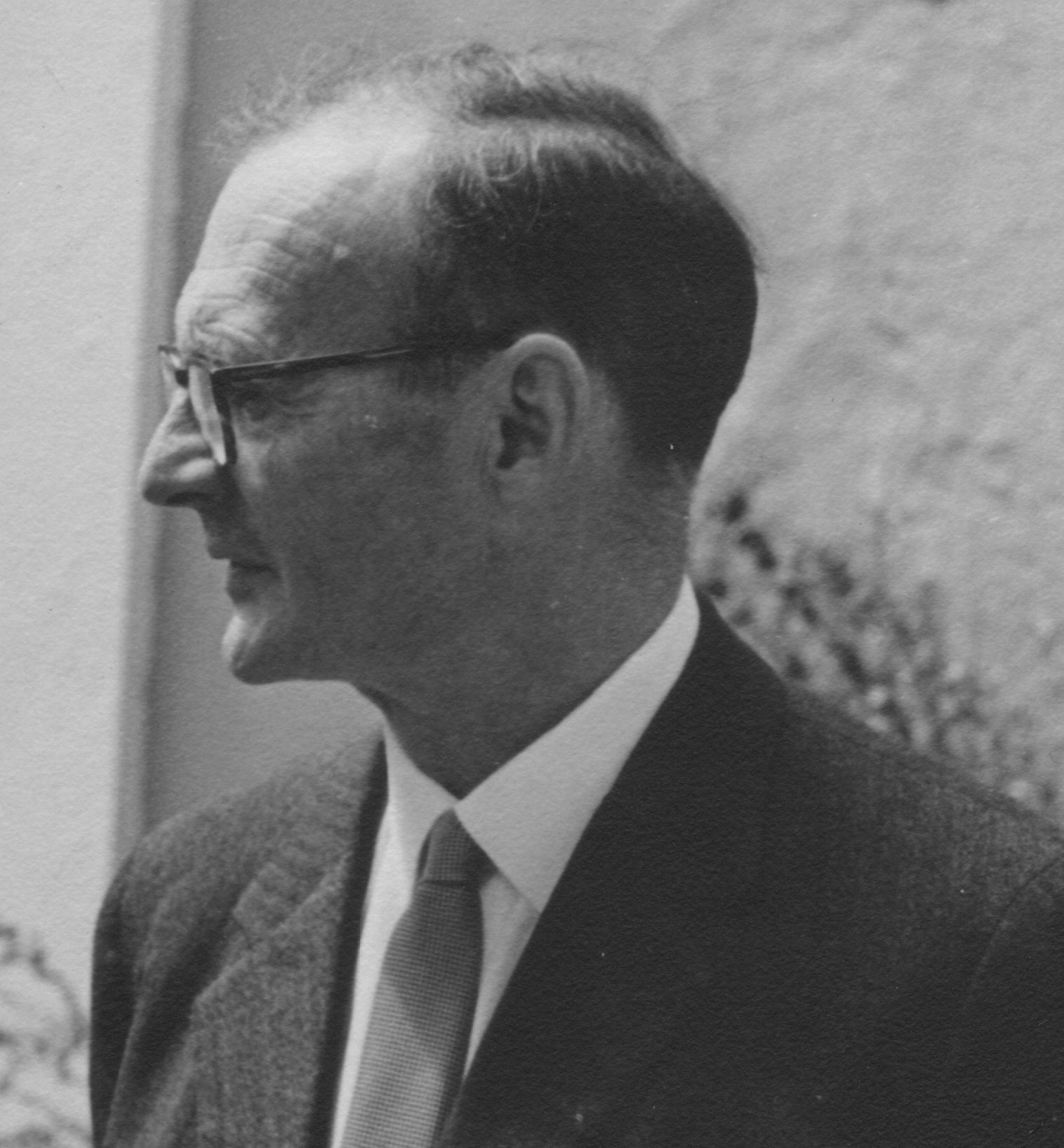
Sir Hugh Elliott, 3. Baronet

Sir Hugh Francis Ivo Elliott, 3. Baronet OBE (* 10. März 1913 in Allahabad, Indien; † 21. Dezember 1989 in Oxford, Vereinigtes Königreich) war ein britischer Ornithologe und Administrator von Tristan da Cunha.

## Leben
Hugh Elliott war der Sohn von Sir Ivo Elliott, 2. Baronet. Nach dem Abschluss der Dragon School und des Eastbourne College war er Absolvent des University College in Oxford. 1937 arbeitete Elliott in der Verwaltung von Tanganyika. Vom 31. Januar 1950 bis 30. Oktober 1952 war er der erste Administrator von Tristan da Cunha. Von 1958 bis 1961 war er Sekretär im Ministerium für natürliche Ressourcen von Tanganyika. 1961 erbte er beim Tod seines Vaters dessen Adelstitel eines Baronet, of Limpsfield in the County of Surrey. Von 1961 bis 1966 war er Verbindungsoffizier des Commonwealth zur IUCN. Von 1974 bis 1975 war er Herausgeber des Bulletin of the British Ornithologists’ Club und von 1975 bis 1979 war er Präsident der British Ornithologists’ Union.
Von 1963 bis 1966 war Elliott Generalsekretär der IUCN. Für diese Organisation veröffentlichte er mehrere Artikel, darunter IUCN's Twelfth Technical Meeting. Douzieme reunion technique de L'UICN. Banff, Alberta, Canada. 12 to 15 September 1972. (=IUCN Publications New Series No. 28). (1973) und Second World Conference on National Parks, (Yellowstone & Grand Teton, 1972) (1974). Eines seiner bekanntesten Werke ist The Herons of the World, das er 1978 mit James A. Hancock (1921–2004) verfasste.
Aus seiner 1939 geschlossenen Ehe mit Elizabeth Phillipson hatte er zwei Töchter und seinen Sohn und Titelerben, Sir Clive Elliott, 4. Baronet (1945–2018).

## Auszeichnungen
- 1953: Officer des Order of the British Empire
- 1973: Ridder des Orde van de Gouden Ark
- 1980: Commandeur  des Orde van de Gouden Ark